# Domenico Manzione
Domenico Manzione (Forino, 10 agosto 1955) è un magistrato e politico italiano.

## Biografia
In magistratura dal 1983, ha esercitato le funzioni di sostituto procuratore presso la Procura della Repubblica di Monza, di Lucca, e, in applicazione, presso la procura distrettuale e generale di Firenze. È stato addetto all'ufficio legislativo del Ministero della Giustizia dal 1999 al 2001 partecipando a numerose commissioni di studio per la riforma del codice processuale e penale sostanziale, nonché a gruppi di lavoro preparatori della legislazione UE.
Nel 2009 è stato nominato procuratore della Repubblica di Alba.
Nel 2012 è stato designato dal Consiglio superiore della magistratura quale componente del comitato direttivo della Scuola superiore della magistratura.
Il 2 maggio 2013 viene nominato Sottosegretario di Stato al Ministero dell'Interno sotto il Ministro Angelino Alfano nel governo Letta.
Nel mese di settembre chiarisce di essere stato nominato da Enrico Letta dietro indicazione di Matteo Renzi, basata su ragioni di conoscenza, di affetto, di amicizia e di stima personale e confermato nel Governo Renzi e nel Governo Gentiloni.
La sorella Antonella Manzione è stata nominata membro del Consiglio di Stato nel 2016.

## Pubblicazioni
È autore di numerosi saggi tecnici, anche a carattere monografico, e condirettore della rivista "La legislazione penale".
Per Pacini Fazzi ha pubblicato due romanzi:
- Lost Dog
- Il mio amico Chet. Storia un po' vera un po' no del processo a Chet Baker